# Margaretha Kirch
Margaretha Kirch (Guben, ca. 1703 – ca. 1744) è stata un'astronoma tedesca.
Era la figlia degli astronomi Gottfried Kirch e Maria Margaretha Kirch e la sorella minore di Christfried Kirch e Christine Kirch.
Al pari dei fratelli venne educata fin dalla tenera età all'astronomia, divenendo come la sorella un assistente del fratello che a partire dal 1716 aveva assunto il ruolo di direttore dell'Osservatorio di Berlino, ruolo già ricoperto dal padre morto nel 1710.
Il principale incarico di Margaretha erano le osservazioni delle posizioni delle stelle e il calcolo delle effemeridi planetarie.
Dopo il passaggio al perielio della Grande Cometa del 1744, produsse vari disegni della particolare coda a ventaglio che quella cometa sviluppò: in particolare il disegno dell'osservazione del 7 marzo 1944 è conservato in un'incisione.